# Дзета Козерога
Дзета Козерога (ζ Cap, ζ Capricorni) — звезда четвёртой звёздной величины в созвездии Козерога. Расположена на расстоянии около 398 световых лет от Солнца. ζ Козерога является двойной звездой, главный компонент которой, ζ Козерога A, является жёлтым гигантом спектрального класса G с видимой звёздной величиной +3,77. Является бариевой звездой, обладает повышенным содержанием молекул углерода (например, C2), а также элементов s-процесса; обнаружено повышенное содержания празеодима.
Звезда ζ Козерога B является белым карликом.

## Китайское название
В китайском языке название 十二國 (Shíer Guó, Двенадцать государств) относится к астеризму, представляющему царства в Китае периода Чуньцю и периода Сражающихся царств и состоящему из звёзд ζ Козерога, φ Козерога, ι Козерога, 38 Козерога, 35 Козерога, 36 Козерога, χ Козерога, θ Козерога, 30 Козерога, 33 Козерога, 19 Козерога, 26 Козерога, 27 Козерога, 20 Козерога, η Козерога и 21 Козерога. ζ Козерога представляет собой образ царства Янь (燕)., вместе со звездой Ню Змееносца.